# K007
K007（けー ぜろぜろなな）は、京セラによって開発・製造された、auブランドを展開するKDDIおよび沖縄セルラー電話のCDMA 1X WIN（後のau 3G）対応音声通話用端末である。製造型番はKY007（けーわい ぜろぜろなな）。

## 概要
W65K、並びに同社製SA(SANYO)ブランドのW64SAの実質的な後継機種であり、SANYOブランドを除く同社製のau携帯電話としては2007年春モデルのW51K以来、およそ4年振りとなる高機能系のミドルクラス音声端末となる。
SANYOブランドを除く同社製のau携帯電話としては初の試みとなるKCP+およびEV-DO Rev.A、Bluetooth、グローバルパスポートCDMAなどの各機能・各サービスが搭載されている。また、サブ画面側下部にはLEDによるイルミネーション機能が搭載されている。日本語入力も京セラ機で多く用いられているiWnnではなく、W11K以来7年ぶりとなるATOK（ATOK for au + APOT）が採用されている。
2011年春モデルの機種ではオープンアプリプレイヤー(OAP)を唯一搭載している。ただし同じく春モデルのT006はOAPの実質的な後継であるEZアプリ(J)に対応している。
なお、本機種の発売からおよそ5か月後に発売された2011年夏モデルのK009（KY009）がKCP3.2を搭載したため、SAブランドを除く同社製の高機能型auフィーチャーフォンとしては事実上、唯一のKCP+搭載機種となった。

## 沿革
- 2010年（平成22年）10月18日 - KDDI、および京セラより公式発表。
- 2010年11月19日 - 連邦通信委員会（FCC）を通過。
- 2011年1月28日 - 九州地区を除き全国で発売。
- 2011年1月29日 - 九州地区にて発売。

## その他
「run for money 逃走中」で過去利用されていたの自首用電話。

## 主な機能・対応サービス
- 辞書機能（明鏡モバイル国語辞典ほか）
- とじるとロック
- ブラインドスクリーン（覗き見防止機能）
- 着信表示設定
- 名刺リーダー
- ゆっくり通話・はっきり通話
- でか文字
- すぐ文字
- バイリンガル機能
- ブログアップ機能
- フォトブック
- ICレコーダー機能

ほか
| 主な機能・対応サービス                                                                  | 主な機能・対応サービス                                           | 主な機能・対応サービス                                                           | 主な機能・対応サービス                                                  |
| --------------------------------------------------------------------------------------- | ---------------------------------------------------------------- | -------------------------------------------------------------------------------- | ----------------------------------------------------------------------- |
| LISMO! (着うたフル) (着うたフルプラス) (LISMOビデオクリップ) (LISMO Video) (LISMO Book) | EZケータイアレンジ ティーンズモード                              | バーコードリーダー&メーカー                                                      | PCサイトビューアー                                                      |
| au BOX                                                                                  | ワイヤレスミュージック                                           | au Smart Sports Run & Walk Karada Manager ゴルフ フイットネス カロリーカウンター | EZナビウォーク                                                          |
| EZ助手席ナビ                                                                            | 安心ナビ                                                         | 災害時ナビ                                                                       | ナカチェン                                                              |
| EZアプリ FullGame! Bluetooth対戦                                                        | EZアプリ(J・B)                                                   | オープンアプリプレイヤー                                                         | PCドキュメントビューアー                                                |
| アレンジメニュー                                                                        | au oneガジェット マルチプレイウィンドウ クイックアクセスメニュー | じぶん銀行アプリ                                                                 | EZ・FM                                                                  |
| EZチャンネル EZチャンネルプラス EZニュースフラッシュ EZニュースEX                       | Bluetooth                                                        | Touch Message                                                                    | EZFeliCa                                                                |
| ケータイ de PCメール                                                                    | デコレーションメール                                             | デコレーションアニメ （リラックマなど）                                          | au one メール                                                           |
| 緊急地震速報 緊急通報位置通知                                                           | ワンセグ                                                         | グローバルパスポート (CDMA)                                                      | WIN HIGH SPEED 赤外線通信 (IrDA) 無線LAN機能 (Wi-Fi WIN) auフェムトセル |

## 注・出典
1. ↑  2012年（平成24年）7月23日より利用不可
2. ↑  最厚部は約16.8mm。
3. ↑  実質的にはK002の後継機種にあたる。
4. ↑  その後、2012年夏モデルとして発表されたK009の後継機種のK011（KY011）／K011カメラなしモデル（KY011 Z）もKCP3.2が搭載されている。
5. ↑  ただし2画面同時表示には非対応。